# Армія «Лодзь»

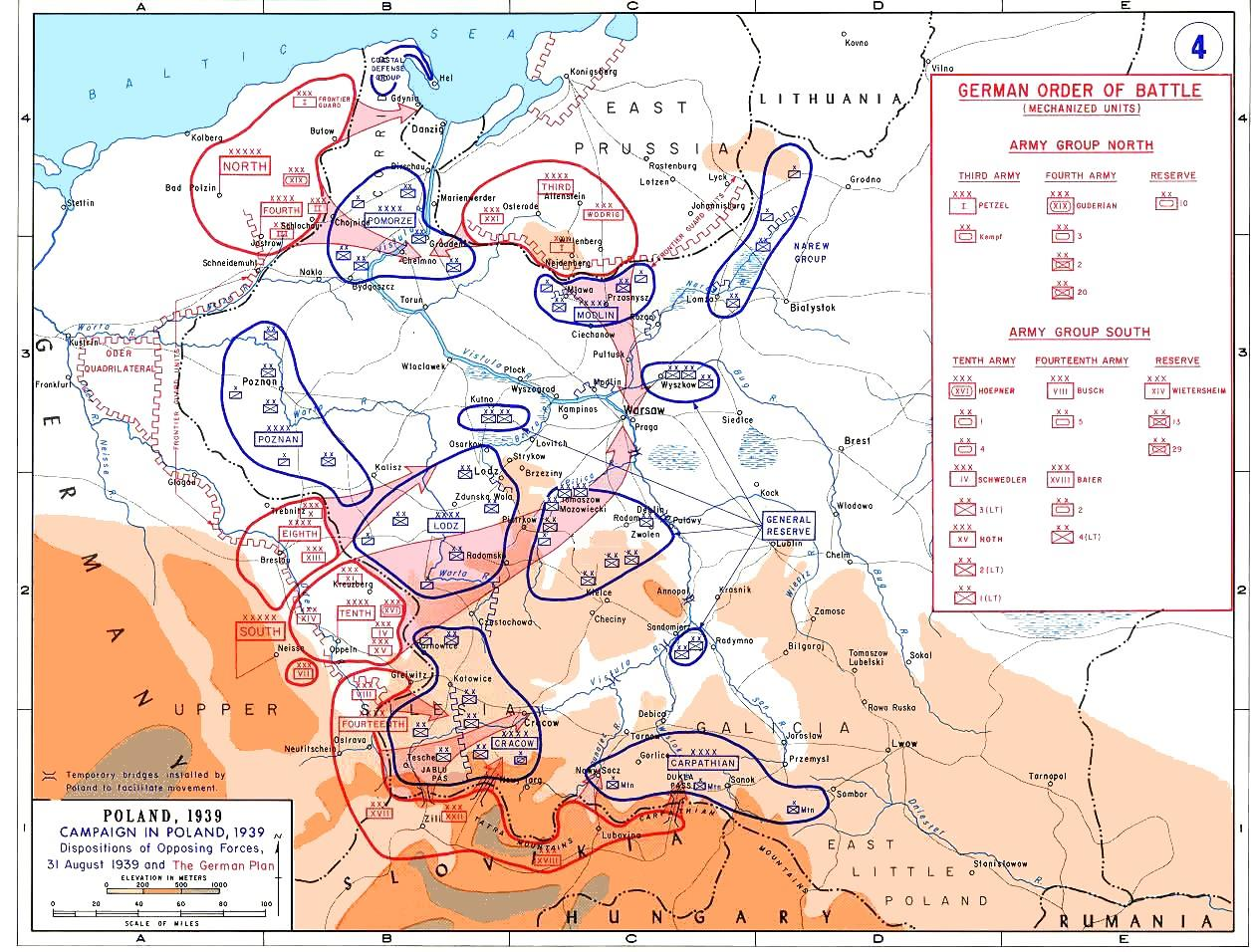
Розстановка польських та німецьких сил на момент початку Другої світової війни

Армія «Лодзь» (пол. Armia "Łódź") — армія Польщі, яка воювала проти німецьких військ під час Польської кампанії вермахту в 1939 році.
Створена 23 березня 1939 в ході прихованого мобілізаційного розгортання польських військ на основі мобілізаційного плану «W» від квітня 1938. Перший командувач: дивізійний генерал Юліуш Руммель.
Армія була призначена для заповнення прогалини між армією «Познань» на півночі і армією «Краків» на півдні, і прикриття мобілізації польських резервів. Основним завданням був захист напрямків на Лодзь і Пйотркув-Трибунальський, при вдалому збігу обставин мала була наступати в напрямку від Серадза на захід.